# Макс Шмітт
Макс-Йозеф Шмітт (нім. Max-Joseph Schmitt, нар. 18 січня 2006, Мюнхен, Німеччина) — німецький футболіст, воротар мюнхенської «Баварії» і «Баварія II».

## Ігрова кар'єра

### Клубна
Макс Шмітт народився в одному з передмість Мюнхена і займатися футболом почав у місцевому клубі «Мільбертшофен». У 2017 році воротар приєднався до молодіжного складу мюнхенської «Баварії».
Перший виклик до основного складу «Баварії» Шмітт отримав 20 вересня 2023 року на поєдинок групового етапу Ліги чемпіонів проти англійського «Манчестер Юнайтед». А вже за два дні Шмітт дебютував у другому складі «Баварії» «Баварія II» в Регіональній лізі Німеччини. Також у лютому 2024 року Шмітт був в заявці «Баварії» на 1/8 фіналу ліги чемпіонів проти італійського «Лаціо».
6 січня 2025 року у товариському матчі проти австрійського «Зальцбурга» Шмітт дебютував у першій команді, вийшовши на заміну у другому таймі.

### Збірна
В травні 2023 року Макс Шмітт брав участь у переможному юнацькому чемпіонаті Європи (U-17) в Угорщині. Восени того року у складі збірної Німеччини (U-17) Шмітт став переможцем юнацького чемпіонату світу в Індонезії.

## Титули
Німеччина (U-17)
 Чемпіон Європи: 2023
 Чемпіон світу: 2023